# Kettőn áll a vásár (Született feleségek)
A Kettőn áll a vásár (It Takes Two) a Született feleségek (Desperate Housewives) című amerikai filmsorozat negyvennyolcadik epizódja. Az Amerikai Egyesült Államokban először az ABC (American Broadcasting Company) adó sugározta 2006. október 1-jén.

## Az epizód cselekménye
A tökéletes pár. Mindannyiunknak ismerős, nem igaz? A férfi és a nő, akiket olyannyira egymásnak teremtett az ég, hogy úgy érezzük, az ő útjuk csakis a boldogságba vezethet. Pedig azon az úton igen sok kitérő van. És még egy tökéletes pár is zsákutcában találhatja magát. 

## Mellékszereplők
- Dougray Scott - Ian Hainsworth
- Laurie Metcalf - Carolyn Bigsby
- Gwendoline Yeo - Xiao-Mei
- Kiersten Warren - Nora Huntington
- Ernie Hudson - Ridley nyomozó
- Peter Jason - Jeff
- Dakin Matthews - Sykes tiszteletes
- Margaret Lewis - Renee
- Rick Fitts - Jerry
- Martin Grey - Közvetítő
- Fiona Hale - Fern néni
- Jim Jansen - Orvos a klinikán
- Dougald Park - Xiao Mei orvosa
- Jason-Shane Scott - Pincér
- Michael Yavnieli - Csapos

## Mary Alice epizódzáró monológja
- A narrátor, Mary Alice monológja az epizód végén így hangzik (a magyar változat alapján):

„Ugye, ismerős a tökéletes pár? A két rokonlélek, akiknek szerelme sosem múlik el? A két szerető, akiknek kapcsolatát sosem fenyegeti veszély? A férj és feleség, akik tökéletesen megbíznak egymásban? Ha még nem volt szerencséjük a tökéletes párhoz, had mutassam be őket. Ott állnak a legfelső réteg tortakrém tetején. És hogy mi a sikerük titka? Hát, kezdjük mondjuk azzal, hogy nem kell egymásra nézniük."

## Epizódcímek szerte a világban
- Angol: It Takes Two (Kettőn múlik)
- Francia: Le couple parfait  (A tökéletes pár)
- Olasz: Bisogna essere in due (Két ember kell hozzá)
- Német: Das perfekte Paar (A tökéletes pár)